# Spaghetti alla carbonara
Spaghetti alla carbonara là một món ăn mì Ý từ Roma nấu với trứng, phô mát (Pecorino Romano hay Parmigiano-Reggiano), thịt muối (guanciale hay pancetta), và tiêu. Ngoài Spaghetti, các loại mì khác như fettuccine, rigatoni, linguine hay bucatini cũng được dùng.

## Lịch sử hình thành
Món ăn này được chế ra vào thế kỷ 20. Theo một huyền thoại, món này được chế bởi những người làm than gỗ ở Appennini trong buổi nghỉ trưa chiên loại mì Penne với thịt muối Pancetta với Pecorino (phô mát cứng từ sữa dê). Chắc chắn hơn là giả thuyết Spaghetti alla carbonara được hình thành, sau 1944 khi Roma bị chiếm đóng bởi quân đội đồng minh, từ khẩu phần trứng hoặc bột trứng và thịt muối của quân đội Hoa Kỳ và văn hóa ẩm thực Ý.

## Chế biến
Thịt lợn được nấu trong chất béo, có thể là dầu ô liu, mỡ lợn, hoặc đôi khi là bơ. Pasta nóng được trộn với hỗn hợp trứng sống, pho mát, một loại chất béo (bơ, dầu ô liu hoặc kem béo), tránh đặt hỗn hợp ở gần nguồn nhiệt để trứng không bị đông, kể cả trong nồi nấu hoặc đĩa ăn. Trứng nên tạo thành một loại xốt kem, không bị vón cục. Guanciale là loại thịt được sử dụng phổ biến nhất ở Ý, nhưng pancetta và thịt muối của địa phương cũng được sử dụng. Các công thức khác nhau ở cách sử dụng trứng: có những công thức sử dụng cả quả trứng, có những công thức chỉ dùng lòng đỏ, có những công thức là một hỗn hợp.